# Dobrá Voda u Pelhřimova (nádraží)
Dobrá Voda u Pelhřimova je železniční stanice v Dobré Vodě, která leží na jednokolejné neelektrizované trati Tábor – Horní Cerekev. Stanice má dvě koleje a byla uvedena do provozu 16. prosince 1888. Severozápadně odtud se nachází rozcestník značených turistických tras pojmenovaný „Dobrá Voda – železniční stanice“, odkud pokračuje modrá značka do Houserovky a do Letny.